# Olimpia Swianiewiczowa
Olimpia Swianiewiczowa, z domu Zambrzycka (ur. 1 grudnia 1902, zm. 15 czerwca 1974) – polska nauczycielka, badaczka folkloru w twórczości Mickiewicza.
Pochodziła z rodziny ziemiańskiej, wychowywała się w majątku Wiazynka w województwie wileńskim. W 1919 ochotniczo służyła w wojsku jako kurierka. Na Uniwersytecie Stefana Batorego ukończyła studia geograficzne; przez dłuższy czas nie pracowała zawodowo, od 1926 była żoną ekonomisty z Uniwersytetu Wileńskiego Stanisława Swianiewicza i wychowywała czwórkę dzieci. W ostatnich latach przed wojną była nauczycielką geografii w gimnazjum sióstr benedyktynek.

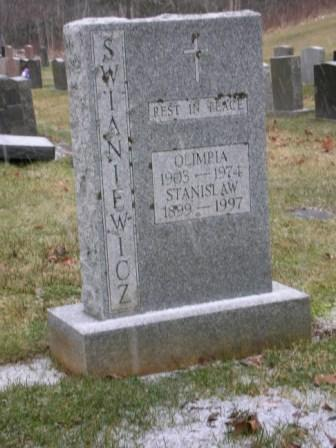
Grób Olimpii i Stanisława Swianiewiczów w Halifaksie

Lata wojenne i pierwszy rok po zakończeniu wojny spędziła na Wileńszczyźnie, rozłączona z mężem, który w ostatniej chwili uratowany został od śmierci w Katyniu, był więźniem Łubianki i łagrów (władze radzieckie liczyły na wykorzystanie jego znajomości zagadnień ekonomii zbrojeń niemieckich), a potem nie zdążył dołączyć do armii Andersa i ostatecznie po dłuższym pobycie w Teheranie i Jerozolimie pozostał w Wielkiej Brytanii. W 1946 Swianiewiczowa osiadła w Tczewie i w miejscowym Liceum Administracyjno-Handlowym uczyła geografii i biologii. Dzięki częstym zniekształceniom nazwiska uniknęła represji związanych z działalnością męża, ujawniającego prawdę o zbrodni katyńskiej na Zachodzie. Będąc wieloletnią członkinią Polskiego Towarzystwa Krajoznawczego, zainicjowała w tej placówce działalność Koła Krajoznawczego Młodzieży Szkolnej (w przyszłości pod auspicjami Polskiego Towarzystwa Turystyczno-Krajoznawczego). W 1957 opuściła kraj i w Indonezji dołączyła do męża.
Przedmiotem jej szczególnych zainteresowań na emigracji stał się folklor. W marcu 1971 wygłosiła w Polskim Towarzystwie Naukowym na Obczyźnie w Londynie referat Interpretacja „Dziadów” Mickiewiczowskich na podstawie folkloru białoruskiego (ogłoszony drukiem w „Roczniku Polskiego Towarzystwa Naukowego na Obczyźnie”, tom 21, 1970/1971). Obszerniejsza praca na ten temat, pierwotnie złożona do druku w paryskiej „Kulturze”, pozostała w maszynopisie. Przygotowywała też rozprawę o matce Makrynie Mieczysławskiej, ale pracy tej nie zdołała ukończyć.
Od 1963 wraz z mężem mieszkała w Ameryce Północnej.
W 2 poł. 1967 wraz z mężem podpisała się pod listą „Solidarności z Izraelem”, którą przygotowywał Józef Czapski (w tym czasie trwała wojna sześciodniowa).
Zmarła 15 czerwca 1974 w Kanadzie. Jej córką jest Maria Nagięć (ur. 1928), profesor Wydziału Rybackiego Akademii Rolniczo-Technicznej w Olsztynie i prorektor tej uczelni.
Stanisław i Olimpia Swianiewicz są pochowani w Halifaksie.
Wnukiem Olimpii i Stanisława Swianiewiczów jest Paweł Swianiewicz.